# 纹草蛛
纹草蛛（学名：Perenethis fascigera）为盗蛛科草蛛属的动物。分布于日本、朝鲜以及中国大陆的湖南、浙江、四川等地，多见于潮湿草丛、沟边以及稻田。该物种的模式产地在日本。